# مامویادا
مامویادا (به ایتالیایی: Mamoiada) یک کومونه در ایتالیا است که در استان نیورو واقع شده‌است.

## خصوصیات
مامویادا ۴۸٫۴۳ کیلومترمربع مساحت و ۲٬۵۸۲ نفر جمعیت دارد و ۶۵۰ متر بالاتر از سطح دریا واقع شده‌است.